# La Rivière infernale
Pour plus de détails, voir Fiche technique et Distribution.
La Rivière infernale (The Flood: Who Will Save Our Children?) est un téléfilm américain réalisé par Chris Thomson et diffusé le 10 octobre 1993 sur NBC.
Il est basé sur un événement réel survenu le 17 juillet 1987. 43 personnes, dont la majeure partie des enfants et des adolescents, ont été pris au piège de la crue de la fleuve Guadalupe près de la ville de Comfort au Texas alors qu'ils se trouvaient dans un bus et une camionnette au retour d'un camp d’église. Dix personnes y ont perdu la vie et un corps n'a jamais été retrouvé. 

## Synopsis
Dans la ville de Comfort au Texas, une communauté baptiste supervisée par le pasteur Richard Koons organise un camp d'été avec des jeunes en provenance de tout le pays. Parmi les jeunes présents, se trouvent Brad, les amies Leslie et Leanne, Mike et ses deux sœurs Tonya et Stacey, mais aussi Scott qui est atteint d'une leucémie ou encore Jeff, qui a une jambe dans le plâtre. 
Le dernier jour, alors que l'orage s'est manifesté durant toute la nuit, ils sont contraints de quitter plus tôt que prévu le camp en raison d'une alerte aux inondations. Le convoi de véhicules transportant les participants empreinte une déviation mais est surpris par une montée rapide des eaux lors de la traversée du Guadalupe, près de la ville de San Antonio. Un bus, conduit par le pasteur, et un van se trouvent au milieu de la rivière. Les jeunes sont alors forcés de se dépêcher de sortir avant que les véhicules soient totalement inondés mais ils sont balayés par le courant. Au milieu du chaos de la montée des eaux et des courants rapides, les jeunes doivent se battre pour survivre, tandis que les équipes de sauvetage luttent contre le temps pour essayer de les sauver.
Leslie est frappée au visage par une bûche. Scott est le premier à être secouru. Après avoir chargé Jeff sur son dos et l’avoir mis en sécurité, Brad disparaît. 
Alors que les familles des victimes se dirigent vers San Antonio, la mort de Tonya est confirmée. L’hélicoptère d’une équipe de télévision est mobilisé pour le sauvetage. Bien qu’ils parviennent à sauver deux jeunes hommes, une fille, Mélanie, ne parvient pas à s’accrocher à la corde lancée de l’appareil. Son corps est retrouvé un peu plus tard. Sauvé, Richard Koons fait face au sentiment de culpabilité de la tragédie. Jeff aide à sauver Leanne et ils survivent tous les deux. Les décès de Stacey, Leslie et Brad sont confirmés, totalisant dix décès. Un an plus tard, une cérémonie funéraire a lieu sur les lieux de la tragédie. 

## Fiche technique
- Titre original : The Flood: Who Will Save Our Children?
- Titre français : La Rivière infernale
- Réalisation : Chris Thomson
- Scénario : Donna Kanter et David J. Kinghorn
- Sociétés de production : Wolper Productions, Film Queensland et Warner Bros. Television
- Société de distribution : NBC
- Photographie : Barry M. Wilson
- Musique : Garry McDonald et Laurie Stone
- Pays :  États-Unis
- Langue : Anglais
- Durée : 96 minutes
- Genre : Drame
- Dates de première diffusion :
  - États-Unis : 10 octobre 1993 sur NBC
  - France : 5 avril 1995 sur M6

## Distribution
- Joe Spano : Richard Koons
- David Lascher : Brad Jamison
- Michael A. Goorjian : Scott Chapman
- Amy Van Nostrand : Linda Smith
- Norm Skaggs : Jerry Smith
- Renée O'Connor : Leslie
- Scott Michael Campbell : Mike Smith
- Blayne Weaver : Jeff Bowman
- Mark Fairall : M. Chapman
- Kim Krejus : Mme Chapman
- Lisa Rieffel : Leanne Pond
- Jerome Ehlers : Ray Masterman
- David Franklin : Dave Villareal
- Kelly Rummery : Jennifer
- Holly Brisley : Tonya Smith
- Phillip Hinton : Pasteur Shipman
- Jackie Woodburne : Lavonda Koons (non crédité)

## Commentaires
- La crue du Guadalupe qui a causé le drame dont s'inspire ce téléfilm est la pire inondation du fleuve depuis 1932. Durant le sauvetage, une des adolescentes qui était en train d'être remontée par un hélicoptère est tombée en raison de la rupture de la corde qui la transportait.
- Le personnage de Brad Jamison (joué par David Lascher) s'inspire de John Bankston, l'un des adolescents du camp qui a porté son camarade Jeff Bowman (joué par Blayne Weaver dans le téléfilm) alors que celui-ci avait une jambe dans un plâtre, et l'a fait monter sur une branche. John Bankston est décédé dans le drame à l'âge de 17 ans. Ce jeune homme a reçu une médaille posthume le 21 septembre 1989 par le président des États-Unis George H. W. Bush lors d'une cérémonie récompensant des jeunes américains pour leur bravoure et service[1],[2].